# Газит, Габи
Габи Газит (ивр. גבי גזיתת‎; род. 11 ноября 1947, Середь, Галанта) — израильский журналист, радио- и телеведущий.

## Биография
При рождении получил имя Габриэль Гринштейн. В 1949 году со своей семьёй эмигрировал в Израиль. Вырос и получил образование в религиозной семье в Кфар-Иегошуа, в Изреельской долине. В Армии Обороны Израиля он служил в спецназе танковых войск и был серьёзно ранен во время Шестидневной войны, когда джип, на котором он ехал, подорвался на мине.

## Карьера
В 1970-х годах начал работу на радио Голос Израиля. В 1970-х и 1980- х годах был одним из постоянных ведущих главной новостной программы «В середине дня», а также представлял панораму текущих событий в новостной передаче во второй половине дня. В 2005 - 2007, вел передачу-обзор текущих событий «Все разговоры» на Втором канале израильского радио.  Уволился по собственному желанию в результате разногласий между ним и начальством Управления радиовещания Израиля.
После многих лет работы на радио, в конце 1980-х годов он стал телеведущим программы "В конце концов", выходившей на Первом канале по пятницам раз в две недели поочередно с программой Ривки Михаэли "Есть причина для вечеринки". В той же программе появился раздел  Игаля Шилона,  где начали демонстрировать забавные видеоролики «Промахи». Затем на том же канале он стал ведущим ночной программы. В одной из этих программ произошёл скандал, когда из-за неудачной реплики ведущего  Натива Бен-Иегуда покинула студию, прервав рассказ о Дане Бен-Амоце. Вызвала резонанс и другая программа Габи Газита, в которой схлестнулись член Кнессета Геула Коэн и арабский актер Бассам Зумут.
Позже Г. Газит перешел на 2-й канал, где вел текущие и развлекательные программы.  Кроме этого, он руководил телешоу "Сейф" на телеканале "Кешет".
В 2010 году он участвовал в израильской версии документального программы «Кем ты себя считаешь» 
В настоящее время он  главным образом работает радиоведущим и ведет программу «Габи Газит» на радио "Без перерыва". Эта программа получила награду на израильского радиовещания в 2008 году, как отличная разговорная программа.
Газит считается циничным интервьюером, который не дает покоя правительству, чиновникам и политикам, приходящим в его программы. Он известен как человек, который пытается в своей программе с реальными проблемами, возникающими в израильском обществе.
Газит был удостоен благодарности президента Израиля в связи с его деятельностью в защиту прав инвалидов, а также получил в 2006 году награду от Ассоциации "Омец", которая борется против коррупции и за равенство перед законом.
Параллельно со своей работой радиоведущего он несколько лет рекламировал деятельность Ливнат Поран из центра реализации медицинских прав.
Габи Газит разведён, у него один сын.

## Критика высказываний
С 21 апреля 2010 года на своем радиошоу на радиостанции "Радио без перерыва", говоря о том, что  в День независимости приверженцы Нетурей Kaрта сжигали флаги Израиля, а также о столкновениях между жителями поселения Ицхар и солдатами ЦАХАЛа, Габи Газит резко выступил как против поселенцев, так и против ультраортодоксальных евреев. Он назвал ультраортодоксов «пиявками, червями и паразитами». В ответ Ассоциация за гражданские права в Израиле (ACRI) заявила, что «ассоциация с отвращением отвергает заявления радиоведущего Габи Газита, которые призваны очернить всю общественность». Спустя неделю после заявления Второй канал открыл в отношении «Радио без остановки» «процедуру расследования нарушения» и принял решение оштрафовать радиостанцию на 30 000 шекелей. Приблизительно через неделю после этого Газит заявил, что он не имел в виду всю общественность религиозных евреев, а только тех, кто наносит ущерб государству и его символам. Кроме того, Газит повторно использование в своём выступлении слово «черви».
С 7 ноября 2017 года, после того, как Г. Газит выступил с критикой флешмоба  Me Too в программе Даны Вайс, она заявила, что 15 лет назад Габи Газит поцеловал её в губы без её согласия.
Правые и ультраортодоксальные евреи утверждали, что Газит был несдержан в своих высказываниях. Он подвергался критике со стороны поселенцев и ультраортодоксов.
Несколько раз он извинялся за свои слова перед слушателями.

## Внешние ссылки
- Габи Газит на сайте "Радио без перерыва" (ивр.)
- Разговор по душам с Габи Газитом (ивр.)